# Adolphe Poth
Hubert Guillaume Adolphe Poth (Hoei, 15 september 1885 – Den Haag, 29 juli 1981) was een Nederlands violist van Belgische komaf.
Poth kreeg zijn muziekopleiding aan het Koninklijk Conservatorium Luik. Zijn docenten waren Leopold Charlier en Eugène Ysaÿe. Hij trok naar Den Haag om er violist en concertmeester te worden van het orkest van de Franse Opera aldaar. Hij was toen ook dirigent van het Palace-Ensemble van het Palace-Hotel in Scheveningen, dat in en rondom die plaats concerten gaf (circa 1913). Van 1917 tot zijn pensioen in 1950 was hij concertmeester van het Residentie Orkest, waar hij af en toe ook optrad als dirigent of solist. Hij was voorts tweede violist in het Haags Strijkkwartet dat hij vormde met Sam Swaap (eerste viool), Jean Devert (altviool) en Charles van Isterdael (cello). Ook leidde hij het amateurorkest Musica en een strijkorkest.
Van 1930 tot 1942 was hij docent aan het Rotterdams Toonkunst Conservatorium. Van zijn hand verschenen De ontwikkelingsgang der vioolmethodes en L’école belge du violon (1949).
Hij was ridder in de Leopoldsorde en officier in de Kroonorde. Bijzonder was dat hij de violen die hij bespeelde zelf gemaakt had. Hij versleet er vier tijdens zijn carrière (zijn eerste ging verloren door zijn zoon in de box).

## Persoonlijk
Hij was zoon van bakker Hubert Poth en Marie Magdelaine Juchmes. Hij trouwde in 1920 met slagersdochter Elisabeth Sophia Moser. Drie getuigen van dat huwelijk waren afkomstig uit de muziekwereld: Charles van Isterdael (cellist), Jean Devert (altist) en Henri Coenraad Dupont (pianohandelaar). Adolphe Poth was lid van een vrijmetselaarsloge en publiceerde over het maçonnieke lied. Hij was in Den Haag ook bekend om zijn hobby’s, van amateurgoochelaar tot boekbinder. Zijn zoon John (Johannes Hubert Henri) Poth (1921-2008) was langdurig violist bij het Residentie Orkest en docent van onder anderen Marieke Blankestijn.

## Publicaties
- De Ontwikkelingsgang der Vioolmethodes. Tot omstreeks 1850. Van Stockum, Den Haag, 1949, 159 pag.
- De ontwikkelingsgang van het Maçonnieke lied. Maçonnieke Stichting Ritus en Tempelbouw, Den Haag, 1956, 108 pag.